# Olenecamptus olenus
Olenecamptus olenus là một loài bọ cánh cứng trong họ Cerambycidae.